# Bedfordia
Bedfordia é um género botânico pertencente à família Asteraceae.